# Ritul York
Ritul York este cel mai vechi și cel mai puternic rit masonic recunoscut. Prima atestare istorică apare în Regius Poem, un document descoperit în secolul al XVII-lea, care tratează istoria masoneriei din secolul X. Prima Mare Lojă a fost înființată în orașul York în anul 926, sub domnia regelui Athlestane (fiul lui Alfred cel Mare), iar primul Mare Maestru a fost prințul Edward, fratele regelui.
Ritul de York  a creat Masoneria Albastră  sau Lojile Albastre (primele trei grade masonice pe care se sprijină toate riturile de perfecționare).  Masoneria Albastră este cea care dă acceptul deschiderii unui rit pe teritoriul pe care aceasta are jursdicție.
În secolul al XVIII-lea, Ritul de York adaugă Masoneriei Albastre încă două grade (Arcul Regal și Cavalerul Templier). Actuala structură a ritului se conturează în anul 1813, când a primit în componență și grade cavalerești.

## Organizare

### Corpuri Masonice
Fiecare dintre acestea este alcătuit din trepte de inițiere și cunoaștere: 
- Corpul Capitular sau Ordinul Masonilor Arcului Regal: 
  - Maestru de Marcă
  - Fost Maestru Venerabil
  - Maestru Excelent
  - Mason al Arcului Regal
- Corpul Criptic sau Ordinul Masonilor Criptici :
  - Maestru Regal
  - Maestru Select
  - Maestru Super Excelent (grad opțional)

### Corpuri Cavalerești, Creștine și Militare
- Ordinul Cavalerilor Templieri
- Ordinul Ilustru al Crucii Roșii
- Ordinul Cavalerilor de Malta
- Ordinul Templului

### Ordine ospitaliere și invitaționale
- Ordinul Societății Regale a Cavalerilor Occidentali
- Ordinul Cavalerilor Templieri ai Arcului Regal Sfânt
- Ordinul Crucea de Onoare a Ritului York
- Ordinul Trandafirului [2]

## Ritul de York în România
Începuturile Ritului de York în România datează din ianuarie 1999, când un grup de maeștri masoni au fost inițiați în Grecia în gradul de Mason al Arcului Regal, care au constituit și primele Capitule: Veritas, Fraternitas și Lux.
La scurt timp după revenirea în țară, a fost constituit Supremul Mare Capitul al Masonilor Arcului Regal din România.
În iulie 2003 a fost instalat Supremul Mare Consiliu al Masonilor Criptici din România care are în prezent în subordine 20 Consilii Regionale în care își desfășoară activitatea peste 400 Maeștri Regali și Selecți.
În august 2003 a fost înființată Comanderia nr. 1 "Regele Ferdinand" a Cavalerilor Templieri din România.
În România își desfășoară de asemenea activitatea Ordinul Trandafirului începând cu anul 2005. Din acest Ordin fac rudele apropiate ale companionilor Ritului York România.
În ziua de 18 august 2009, a avut loc Ceremonia de  instalare a Marii Comanderii ”Regele Ferdinand I” a Cavalerilor Templieri din România, compusă din cele 11 Comanderii Templiere.
În prezent Marea Comanderie cuprinde circa 210 Cavaleri Templieri.
În mai 2003 la Albi și în martie 2004 la Toulouse, Companioni și Cavaleri Templieri români au fost investiți Cavaleri ai Ordinului Crucea Roșie a lui Constantin și al Ordinelor încorporate.